# کولتورانو
کولتورانو (به ایتالیایی: Colturano) یک کومونه در ایتالیا است که در استان میلان واقع شده‌است.

## خصوصیات
کولتورانو ۴٫۲ کیلومترمربع مساحت و ۲٬۰۸۴ نفر جمعیت دارد و ۹۰ متر بالاتر از سطح دریا واقع شده‌است.